# Erioptera rhadinostyla
Erioptera rhadinostyla är en tvåvingeart som beskrevs av Alexander 1957. Erioptera rhadinostyla ingår i släktet Erioptera och familjen småharkrankar. Inga underarter finns listade i Catalogue of Life.